# Фосфат лютеция
Фосфат лютеция — неорганическое соединение, 
соль лютеция и фосфорной кислоты с формулой LuPO4,
бесцветные (белые) кристаллы.

## Получение
- Нагревание стехиометрической смеси оксида лютеция и гидрофосфата аммония:

{\displaystyle {\mathsf {Lu_{2}O_{3}+2(NH_{4})_{2}HPO_{4}\ {\xrightarrow {950^{o}C}}\ 2LuPO_{4}+4NH_{3}+3H_{2}O}}}

## Физические свойства
Фосфат лютеция образует бесцветные (белые) кристаллы
тетрагональной сингонии,
пространственная группа I 41/amd,
параметры ячейки a = 0,6792 нм, c = 0,5954 нм, Z = 4
.

## Применение
- Кристаллы, допированные редкоземельными металлами, используют как люминофоры.